# Ложина
Ложина (словен. Ložina) је насељено место у општини Подлехник, Подравска регија, Словенија.

## Историја
До територијалне реорганизације у Словенији била је у саставу старе општине Птуј.

## Становништво
У попису становништва из 2011. године, Ложина је имала 52 становника.
| Број становника према пописима | Број становника према пописима | Број становника према пописима |
| ------------------------------ | ------------------------------ | ------------------------------ |
| 1991                           | 2002                           | 2011                           |
| 55                             | 40                             | 52                             |

Напомена: Године 1979. умањено за део насеља који је припојен насељу Велика Варница (Видем).